# Santa Elena (sitio arqueológico)
Santa Elena (en maya: Wak’aab’-[h]a’) es un yacimiento arqueológico perteneciente a la cultura maya precolombina, localizado en el municipio de Balancán, en el estado mexicano de Tabasco.
Santa Elena, pertenece a las ciudades de la cuenca del Usumacinta al igual que Pomoná, Moral Reforma, Palenque, Bonampak, Yaxchilan y Piedras Negras. Está ubicada al oriente de Tabasco, y fue una población de mediana importancia, junto con sus vecinas Pomoná, Moral Reforma y San Claudio, con quienes practicaba un intenso intercambio comercial.
En la actualidad, Santa Elena es una zona arqueológica que está siendo explorada por el INAH, por lo que el sitio se encuentra cerrado al público.

## Toponimia
El título real, o glifo emblema, de esta ciudad maya fue identificado recientemente por David Stuart, por lo que se sabe que el nombre original fue Wak’aab’-[h]a’ y fue la capital del señorío del mismo nombre.
El nombre moderno hace referencia a la población del mismo nombre que se encuentra más cercana al sitio arqueológico.

## Ubicación
El sitio arqueológico de Santa Elena está ubicado en la margen izquierda del río San Pedro Mártir, 95 kilómetros al sureste de la ciudad de Balancán de Domínguez cabecera municipal de Balancán, en el oriente del estado de Tabasco, cerca de la comunidad La Asunción, en los límites del municipio de Tenosique, lo que motivó una pugna entre ambos municipios por la ubicación del sitio arqueológico.
En la actualidad, esta zona arqueológica no está abierta al público.

## Descripción
Este asentamiento arqueológico, está a nivel comparativo con otros sitios mayas, sobre todo en arquitectura, escultura, en monumentos y en extensión, ya que cuenta con edificios monumentales en cuyos rasgos arquitectónicos pueden identificarse paredes de mampostería, alfardas, escaleras, patios, plataformas escalonadas y juego de pelota en la que se encontraban lápidas glíficas adosadas a los taludes interiores.
Durante las exploraciones realizadas en los años 70, en estos "cuyos" (montículos), se encontraron cuatro estelas realizadas en roca caliza, estilo "palencano" todas presentando glifos en la parte frontal, tres de estas fueron halladas adosadas al juego de pelota, y para protegerlas del saqueo se trasladaron en 1986 al museo "Dr. José Gómez Panaco" de la ciudad de Balancán de Domínguez.

## Conflictos militares
Se sabe que el oriente del actual estado de Tabasco, fue una región muy disputada entre dos de las grandes potencias mayas, el eje Calakmul-Piedras Negras y Palenque, por el control de las ciudades de Moral Reforma, Pomoná, Santa Elena, Tiradero, Tierra Blanca y Panhalé, con la finalidad de controlar el comercio y tránsito de personas por los ríos San Pedro Mártir y Usumacinta y asegurarse el abastecimiento de mercancías, lo que mantuvo la zona en una lucha constante entre las ciudades mayas.

### Guerra Palenque - Santa Elena
En el verano del año 659 K'inich Janaab' Pakal (Pakal el grande) gobernante de Palenque,  dirigió su ejército hacia la zona del Bajo Usumacinta, atravesando los señoríos de Pomoná y Piedras Negras, para luego llegar hasta las riberas del río San Pedro, donde atacó y derrotóa a la ciudad de Santa Elena, capital del señorío de Wak’aab’-[h]a’.
Durante esa guerra fueron capturados el señor Nu’n U Jol Chaahk, máximo gobernante de Santa Elena; los señores Sakjaal Itzamnaaj y Ahiin Chan Ahk, dignatarios pertenecientes al señorío de Pomoná; un noble de la localidad de K’in-[h]a’, dependiente del señorío de Piedras Negras; y los gobernantes locales de Yaxkab’ y B’atuun, poblaciones de ubicación y afiliación política inciertas. El registro de otros cinco prisioneros de Santa Elena en los textos de la fachada oeste de la Casa C del Palacio de Palenque, indica que la dinastía de Santa Elena fue castigada duramente, imponiendo Pakal a un nuevo grupo dirigente, enteramente leal y sometido a los designios del señorío de B’aakal.

### Guerra Santa Elena - Piedras Negras
Con la finalidad de recuperar el territorio, y frenar el espíritu expansionista de Palenque, en el año 662 Piedras Negras atacó Santa Elena y otro sitio cuyo nombre no es legible pero se cree que pudo haber sido Pomoná. En esa ocasión Santa Elena fue derrotada, y anexada al territorio controlado por el eje Calakmul-Piedras Negras.